# Scopula assimilaria
Scopula assimilaria là một loài bướm đêm trong họ Geometridae.